# Prix Verrière
Le prix Verrière, de la fondation du même nom, est un ancien prix annuel de soutien à la création littéraire, créé en 1935 par l'Académie française et « destiné à favoriser l’influence française au-dehors, particulièrement par le moyen des missionnaires catholiques, en encourageant leurs œuvres d'enseignement, d'éducation et de charité ».

## Liste des lauréats

### Années 1930
- 1935 : 
  - Collège de la Salle de Buenos Aires[2]
  - Mgr Émile Sauvant (vicaire apostolique de Bamako)[2]
  - Sœurs de Saint-Joseph-de-l'Apparition[2]
  - Sœurs de Saint-Vincent de Paul de Santorin[2]
  - Union Missionnaire du Clergé[2],[3]
- 1936 : 
  - Bénédictines de Madagascar[4]
  - Bibliothèque Haïtienne des Frères de Port-au-Prince[4]
  - Bibliothèque Sainte-Thérèse de l'Enfant Jésus à Alep[4]
  - André Dupeyrat pour son ouvrage sur la Papouasie[4]
  - R.P. Hilaire pour ses œuvres d'enseignement siamoises[4]
  - R.P. Victor Hostachy (1885-1967) pour Une belle mission à Madagascar[4]
  - Charles Lagier pour L'Orient chrétien[4]
  - R.P. Alphonse-Louis Mouly pour Île de Pâques, île de mystère[4]
  - R.P. René Piacentini (1882-1968) pour Le Père Mell[4]
- 1937 : 
  - Aurore, Université catholique de Shangaï[5]
  - R.P. Albert David[5]
  - R.P. Roger Dussercle[5]
  - Orphelinat Saint-Joseph de Beyrouth[5]
  - Œuvres des Sœurs de la Providence de Portieux[5]
  - Sœurs de Saint-Vincent de Paul de Santorin[5]
  - Religieuses Ursulines de Lutra à Tinos en Grèce[5]
  - Gervais Quenard[5]
- 1938 : 
  - Ad Lucem[6]
  - Hôpital Sainte-Marie de Changhaï[6]
  - R.P. P. Jacquinot pour la création des zones neutres[6]
  - Mission française de Changhaï[6]
  - Sœurs arméniennes de l'Immaculée-Conception[6]
  - Œuvre apostolique[6]
- 1939 : 
  - R.P. du Mas de Paysac (Curé de Tamatave, Madagascar)[7]
  - Filles de la Charité de Bitolj (Yougoslavie)[7]
  - La Supérieure de l'Hôtel-Dieu de Québec[7]
  - Maurice-Hyacinthe Lelong pour Le Sahara aux cent visages[7]
  - R.P. Yves Pichon pour Le père Brottier[7]

### Années 1940
- 1940 : 
  - Jean-Romain Alléou[8]
  - Gustave Charlier pourVue d'Amérique[8]
  - R.P. Joseph Delore[8]
  - Georges Doutrepont pour Histoire illustrée de la langue française en Belgique[8]
- 1941 : 
  - M. Nguyen-Dac-Khé[9]
  - M. Nguyen-Duc-Giang[9]
  - M. Tran-Van-Trad[9]
  - M. Tran-Van-Tung (1915-....) pour Rêves d'un campagnard annamite[9],[10]
- 1948 : Louis Marchand[11]
- 1949 : Marie-André du Sacré-Cœur (1899-1988) pour Sous le ciel d’Afrique[12]